# See No Evil, Hear No Evil
See No Evil, Hear No Evil (bra: Cegos, Surdos e Loucos) é um filme americano de 1989, dirigido por Arthur Hiller
O filme tem no elenco Richard Pryor como o homem cego e Gene Wilder como um surdo que trabalham juntos para parar um trio de ladrões assassinos. Sendo eles mesmos perseguidos pela polícia e pelos bandidos.
Esse é o terceiro filme estrelando Wilder e Pryor juntos. A dupla já havia aparecido antes em 1976, no filme O Expresso de Chicago, e em 1980, no filme Loucos De Dar Nó. O filme foi lançado no Brasil em 9 de novembro de 1989.